# Nacionalinis finalas 2004
La quarta edizione di Nacionalinis finalas si è svolta dal 3 gennaio al 14 febbraio 2004 e ha selezionato il rappresentante della Lituania all'Eurovision Song Contest 2004 a Istanbul.
I vincitori sono stati Linas & Simona con What's Happened to Your Love?, che all'Eurovision si sono piazzati al 16º posto su 22 partecipanti con 26 punti totalizzati nella semifinale, non accedendo alla finale.

## Organizzazione
L'emittente pubblica LRT ha optato per l'organizzazione di un programma di selezione per la sua quinta partecipazione eurovisiva. L'edizione 2004 si è articolata, per la prima volta, in più serate. Tutte le 52 proposte valide inviate alla radiotelevisione lituana sono state accettate per prendere parte alle serate dal vivo.
In ciascuna delle prime 5 semifinali, 9 artisti si sono esibiti e i 3 più votati dal pubblico sono passati in finale; nell'ultima semifinale sono state invece presentate 7 canzoni, di cui 2 si sono qualificate. Il 18º finalista è stato scelto in base a chi ha ricevuto il maggior numero di televoti fra i non qualificati di tutte le serate.
Nella finale, il voto combinato di pubblico e giuria ha decretato il vincitore. Si è tuttavia creata una situazione di parità fra tre artisti, che ha visto gli 8 giurati votare nuovamente. Linas & Simona hanno ricevuto 4 voti contro i 3 di Rūta Ščiogolevaitė e il rimanente per Edmundas Kučinskas, rendendo i primi i vincitori del programma.

## Semifinali
| # | Artista            | Titolo              | Televoti | Posizione |
| - | ------------------ | ------------------- | -------- | --------- |
| 1 | InCulto            | You Don't Know      | 141      | 5         |
| 2 | Aira & Bugs Band   | Come to the World   | 50       | 8         |
| 3 | Kes                | Just Be My Star     | 290      | 3         |
| 4 | No One             | Why Are You the One | 41       | 9         |
| 5 | Dinamika           | Day and Night       | 88       | 6         |
| 6 | Relanium           | Just Be             | 304      | 2         |
| 7 | Dvyniai            | 4 You               | 201      | 4         |
| 8 | Mushkitakta        | Heart Invader       | 103      | 6         |
| 9 | Rūta Ščiogolevaitė | Over                | 1 602    | 1         |

| # | Artista             | Titolo             | Televoti | Posizione |
| - | ------------------- | ------------------ | -------- | --------- |
| 1 | Artis & Bugs Band   | Brave Step         | 191      | 5         |
| 2 | Lawry               | No More            | 333      | 3         |
| 3 | Graffiti            | New Day            | 45       | 8         |
| 4 | Audronė Girkontaitė | Ei, praeivi        | 22       | 9         |
| 5 | Colder              | Follow             | 290      | 4         |
| 6 | The Road Band       | That's What I Want | 147      | 7         |
| 7 | Taja & Merlin       | How About You?     | 386      | 2         |
| 8 | Ieva Breivytė       | On the Last Night  | 174      | 6         |
| 9 | Mantas              | Morning            | 784      | 1         |

| # | Artista        | Titolo                        | Televoti | Posizione |
| - | -------------- | ----------------------------- | -------- | --------- |
| 1 | Sati           | Love Is...                    | 151      | 7         |
| 2 | Weekends       | If You Can Fly                | 84       | 8         |
| 3 | Saulės Kliošas | Stobidubap                    | 561      | 2         |
| 4 | Mad Man Moon   | Sleeping                      | 244      | 6         |
| 5 | Net Profit     | Waiting                       | 55       | 9         |
| 6 | N.E.O.         | Wider Space                   | 503      | 3         |
| 7 | V.I.P.         | Look into My Eyes             | 392      | 4         |
| 8 | Fate           | Say Goodbye                   | 369      | 5         |
| 9 | Linas & Simona | What's Happened to Your Love? | 1 182    | 1         |

| # | Artista            | Titolo                | Televoti | Posizione |
| - | ------------------ | --------------------- | -------- | --------- |
| 1 | Geltona            | I Do, I Do            | 732      | 4         |
| 2 | Ričardas Vitkus    | The Girl from Million | 84       | 6         |
| 3 | Aistė Pilvelytė    | Amor, Amor            | 878      | 3         |
| 4 | Torres             | Mes skrendam          | 25       | 9         |
| 5 | Swajus             | Like Falling Rain     | 84       | 6         |
| 6 | Edmundas Kučinskas | Hey, Hey, Golden Ray  | 2 618    | 1         |
| 7 | Lyga               | Freedom Is Near       | 197      | 5         |
| 8 | Soft Rain          | Aš tavyje             | 28       | 8         |
| 9 | Eva                | Be My Baby            | 900      | 2         |

| # | Artista            | Titolo                      | Televoti | Posizione |
| - | ------------------ | --------------------------- | -------- | --------- |
| 1 | Dreams             | Taste of Love               | 420      | 6         |
| 2 | Indraya            | Deep in My Heart            | 1 080    | 3         |
| 3 | Rasa Kaušiūtė      | He Forgot That I'm His Baby | 1 564    | 2         |
| 4 | Artas              | Keep Your Faith             | 579      | 4         |
| 5 | Cappella A         | Music's World               | 201      | 9         |
| 6 | Rūta Lukoševičiūtė | Flying People               | 572      | 5         |
| 7 | Tequila for You    | Together                    | 304      | 8         |
| 8 | Amberlife          | In Your Eyes                | 10 219   | 1         |
| 9 | Agnieška           | Vėjas                       | 345      | 7         |

| # | Artista             | Titolo                | Televoti | Posizione |
| - | ------------------- | --------------------- | -------- | --------- |
| 1 | Donalda             | I Can                 | 254      | 4         |
| 2 | Bracelet            | I Like                | 72       | 6         |
| 3 | Violeta Riaubiškytė | Song About You and Me | 842      | 2         |
| 4 | Sugarfree           | Stay Away             | 227      | 5         |
| 5 | Atika               | Back in Europe        | 304      | 3         |
| 6 | B'Avarija           | I Know                | 1 341    | 1         |
| 7 | M.T.                | Būk arti              | 35       | 7         |

## Finale
| #  | Artista             | Titolo                        | Punteggio | Punteggio | Punteggio | Punteggio | Posizione |
| #  | Artista             | Titolo                        | Giuria    | Televoto  | Televoto  | Totale    | Posizione |
| -- | ------------------- | ----------------------------- | --------- | --------- | --------- | --------- | --------- |
| 1  | Geltona             | I Do, I Do                    | 0         | 167       | 0         | 0         | 13        |
| 2  | Rasa Kaušiūtė       | He Forgot That I'm His Baby   | 3         | 63        | 0         | 3         | 9         |
| 3  | Lawry               | No More                       | 0         | 38        | 0         | 0         | 18        |
| 4  | N.E.O.              | Wider Space                   | 0         | 185       | 1         | 1         | 11        |
| 5  | Aistė Pilvelytė     | Amor, Amor                    | 1         | 63        | 0         | 1         | 12        |
| 6  | Relanium            | Just Be                       | 0         | 103       | 0         | 0         | 15        |
| 7  | Linas & Simona      | What's Happened to Your Love? | 10        | 1 893     | 8         | 18        | 1         |
| 8  | B'Avarija           | I Know                        | 7         | 997       | 7         | 14        | 5         |
| 9  | Kes                 | Just Be My Star               | 0         | 47        | 0         | 0         | 17        |
| 10 | Rūta Ščiogolevaitė  | Over                          | 12        | 638       | 6         | 18        | 2         |
| 11 | Indraya             | Deep in My Heart              | 0         | 62        | 0         | 0         | 16        |
| 12 | Taja & Merlin       | How About You?                | 0         | 132       | 0         | 0         | 14        |
| 13 | Eva                 | Be My Baby                    | 0         | 278       | 2         | 2         | 10        |
| 14 | Amberlife           | In Your Eyes                  | 2         | 5 683     | 12        | 14        | 4         |
| 15 | Edmundas Kučinskas  | Hey, Hey, Golden Ray          | 8         | 3 425     | 10        | 18        | 3         |
| 16 | Violeta Riaubiškytė | Song About You and Me         | 5         | 372       | 5         | 10        | 6         |
| 17 | Saulės Kliošas      | Stobidubap                    | 6         | 348       | 4         | 10        | 7         |
| 18 | Mantas              | Morning                       | 4         | 281       | 3         | 7         | 8         |